# Луитгард фон Бюдинген
Луитгард фон Бюдинген (на немски: Luitgard von Büdingen; † сл. 1257) е благородничка от Бюдинген и чрез женитба господарка на замък Тримберг при Елферсхаузен в Бавария.

## Биография
Тя е дъщеря на Герлах II фон Бюдинген († 1245), бургграф на Гелнхаузен, и съпругата му Мехтхилд фон Цигенхайн († 1229), дъщеря на граф Рудолф II фон Цигенхайн († 1188) и Мехтхилд от Графство Нида. Сестра е на Петриса († сл. 1249), омъжена ок. 1223 г. за Конрад фон Хоенлое-Браунек-Романя († 1249), Мехтхилд († 1274), омъжена пр. 1239 г. за Еберхард I фон Бройберг († 1286), и Кунигунда (Концея), омъжена за Роземан фон Кемпених († сл. 1264).
Луитгард фон Бюдинген се омъжва пр. 1247 г. за Албрехт фон Тримберг († сл. 7 октомври 1261), син на Конрад I фон Тримберг († сл. 1230) и Мехтилд фон Грумбах.
Фамилията на господарите на Бюдинген измира по мъжка линия. Герлах II е наследен от зетовете му, господарите Конрад фон Хоенлое-Браунек-Романя, Албрехт фон Тримберг, Еберхард I фон Бройберг, Роземан фон Изенбург-Кемпених и роднината му Лудвиг I фон Изенбург-Бюдинген († ок. 1304).

## Деца
Луитгард и Албрехт фон Тримберг имат три деца:
- Конрад фон Тримберг († 1281), женен пр. 21 юли 1264 г. за Аделхайд фон Вилдберг († сл. 13 ноември 1292), дъщеря на граф Манголд фон Вилдберг († 1277)
- Мехтилд фон Тримберг († сл. 1297), омъжена за Алберт фон Щернберг († 1253/1255), син на Хайнрих II фон Щернберг († 1228)
- Луитгарт фон Тримберг (* ок. 1216; † 1297), омъжена за граф Хайнрих IV фон Диц-Вайлнау († сл. 1281), син на граф Хайнрих III фон Диц-Вайлнау († 1230)

## Галерия
- Дворец Бюдинген
- Останки от замък Тримберг